# Chiguayante
Chiguayante là một thành phố của Chile. Chiguayante có diện tích 72 km², dân số năm 2002 là 81.302 người.